# Hellboy: Sword of Storms
Hellboy: Sword of Storms is een Amerikaanse direct-naar-dvd-animatiefilm gebaseerd op de stripreeks rond Hellboy van Dark Horse Comics. De film verscheen in 2006.

## Verhaal
Professor Sakai, een Japanse expert in folklore, opent een verboden boekrol en wordt bezeten door de oude Japanse demonen Thunder en Lightning. Ze willen hun broers, “de draken” vrijlaten en met hen de menselijke wereld overheersen.
Nadat Sakai een van zijn assistenten aanvalt, stuurt de BPRD Hellboy en een team van agenten naar Japan om de zaak te onderzoeken. Wanneer Hellboy een mysterieuze katana opraapt, belandt hij opeens in een vreemd wonderland bewoond door wezens uit de Japanse mythologie. Bij zijn poging terug te keren naar de echte wereld komt Hellboy verschillende monsters (yōkai) tegen, die het zwaard willen hebben. Hellboy vecht zich een weg door de groep monsters. Ondertussen volgen BPRD-agenten Corrigan en Rusell Thorne het spoor van de bezeten professor, en bevechten Abe en Liz een van de draken.

## Cast
| Acteur            | Personage                  |
| ----------------- | -------------------------- |
| Ron Perlman       | Hellboy                    |
| Selma Blair       | Liz Sherman                |
| Doug Jones        | Abe Sapien                 |
| Peri Gilpin       | Professor Kate Corrigan    |
| Gwendoline Yeo    | Kitsune                    |
| Dee Bradley Baker | Lightning / Kappa / Piloot |

## Achtergrond
De film werd geproduceerd door Starz Media's Film Roman en Revolution Pictures. De film werd gemaakt in samenwerking met animatieveteraan Tad Stones, die vooral bekend is van de animatieserie Darkwing Duck.
Sword of Storms werd in Amerika voor het eerst uitgezonden op Cartoon Network op 28 oktober 2006. De reacties op de film waren over het algemeen positief.

## Prijzen en nominaties
In 2007 werd de film genomineerd voor een Emmy Award in de categorie Outstanding Animated Program. Datzelfde jaar werd de film eveneens genomineerd voor een Annie Award voor Best Storyboarding in an Animated Television Production.